# Raeliańska Ambasada dla Istot Pozaziemskich
Raeliańska Ambasada dla Istot Pozaziemskich (Ambasada dla Elohim) – projekt Międzynarodowego Ruchu Raeliańskiego, mający na celu wybudowanie ambasady przy założeniu kosztów podstawowych w kwocie 20 milionów dolarów. Jej budowa jest jednym z dwóch (obok głoszenia nauk Raëla) fundamentalnych założeń raelizmu. Ambasada będzie zawierała platformę, która ma przyjmować statki kosmiczne cywilizacji pozaziemskich. Start projektu ambasady był nagłaśniany w mediach. Oczekuje się, iż jej lokalizacja będzie eksterytorialna, najlepiej w Jerozolimie, lecz w przypadku braku zgody Izraela ambasada wybudowana zostanie na terenie państwa, które wyrazi na nią zgodę. Ambasadę otaczać będą działki kempingowe zdolne pomieścić około 144 tysiące ludzi, czyli prawie dwa razy więcej od szacowanej ilości raelian w 2005 roku. Zgodnie z przekazem, który miał otrzymać Raël od istot pozaziemskich, termin ukończenia budowy upływa w 2035 roku.

## Cele religijne
Raelianie, podobnie jak i inne religie, wierzą, iż pozaziemski czynnik był przyczyną powstania wszelkiego życia na ziemi. Wierzą oni, że byli to naukowcy, których starożytni ludzie postrzegali jako „bogów” nazywając ich „Elohim”. Wierzą, iż Ambasada dla Istot Pozaziemskich stanie się „Trzecią Świątynią”, „Nową Jerozolimą”, miejscem oficjalnego kontaktu z pozaziemskimi Elohim oraz ich prorokami będącymi twórcami głównych religii na ziemi.

## Fundusze
Szesnastego kwietnia 1987 roku Chicago Sun-Times oszacowało fundusze na milion dolarów nazywając projekt „kosmicznym kibucem”. Pomiędzy 1997 a 1998 zebrane fundusze wynosiły już do 7 milionów dolarów w 2000 9 milionów, a w październiku 2001 osiągnęły 20 milionów dolarów.

## Kontrowersje

### Izrael
W lutym 1991 Kościół Raeliański zmodyfikował swój symbol, usuwając z niego swastykę, aby ułatwić negocjacje z Izraelem. Oficjalnym powodem był kontakt telepatyczny oraz prośba od pozaziemskich istot zwanych Elohim, ażeby zmienić symbol, by ułatwić negocjacje z Izraelem odnośnie do wybudowania „ambasady”. Miała się ona stać „Trzecią Świątynią Izraela”, honorowym miejscem powitania oczekiwanych pozaziemskich istot oraz założycieli dawnych religii m.in. Buddy, Jezusa, Mahometa. Izrael jednakże nie wyraził zgody na jej budowę.

### Liban
W 2005 roku izraelski Raelicki Przewodnik Kobi Drori stwierdził, iż rząd libański rozważał propozycję ruchu raeliańskiego na wybudowanie „międzyplanetarnej ambasady” na terenie Libanu. Jakkolwiek jednym z warunków było to, aby Raelici nie eksponowali swojego logo na szczycie budynku, gdyż łączy ono Gwiazdę Dawida ze swastyką. Zgodnie z tym, co twierdzi Drori, raelici nie zgodzili się na postawiony warunek.

## Architektura i usytuowanie
Plan budowli przedstawiany przez Ruch Raeliański zawiera wejście zabezpieczone komorą aseptyczną, prowadzącą do sali konferencyjnej dla dwudziestu jeden osób oraz do jadłodajni o tej samej pojemności. W planach jest siedem pokoi dla pozaziemskich gości. Budynek ambasady, podobnie jak znajdujący się na jej terenie basen, będą otoczone dwoma pierścieniami drzew, zadaniem których będzie ochrona kompleksu oraz prywatności osób w niej znajdujących się. Zarośla i drzewa zostaną posadzone poza ścianami kompleksu. Ambasada będzie miała dwa wejścia: północne i południowe. Platforma do lądowań powinna pomieścić statek o średnicy 12 metrów i powinna się znajdować na górnym tarasie. Taras na pierwszej kondygnacji, jak i znajdujące się na niej pokoje, przeznaczone są tylko dla użytku istot pozaziemskich. Siedem pokoi będzie znajdować się w bezpośrednim sąsiedztwie lądowiska, całość kompleksu będzie oddzielona od pozostałych pokoi mieszkalnych cienkimi metalowymi drzwiami. Oprócz tych wizji Ruch Raeliański chce zapewnienia o suwerenności przestrzeni powietrznej nad ambasadą, czyli wyłączenia jej spod wojskowej kontroli radarowej. W pobliżu ambasady ma zostać utworzona jej replika otwarta dla zwiedzających, aby ukazać jak wygląda oryginał od wewnątrz.
13 grudnia 1997 przywódca Ruchu Raeliańskiego zdecydował, ażeby rozszerzyć możliwość wybudowania ambasady poza terenem Izraela, jak również zaproponował, iż znaczna jej część może być ukryta pod powierzchnią wody. Proponowany obszar powinien mieć minimum 3,47 kilometra kwadratowego o promieniu przynajmniej 1,05 kilometra. W związku z zebraniem całej kwoty na budowę oraz niezgodą Izraela aktualnie trwają negocjacje terenu pod ambasadę z rządami państw demokratycznych. Zgodnie z oświadczeniami liderów ruchu kilka państw wyraziło już zainteresowanie negocjacjami. Z pozytywnie zaopiniowanych ofert zostanie wybrana najbardziej korzystna. Według doktryn raelizmu, kraj na którego terenie znajdować będzie się Ambasada, stanie się z pomocą kosmitów centrum duchowym i naukowym Ziemi na kolejne 1000 lat; jeśli jednak budowa nie zostanie ukończona o czasie – Elohim nie przybędą.